# アフリカン・ワルツ
『アフリカン・ワルツ』（African Waltz）は、アメリカ合衆国のジャズ・サクソフォーン奏者、キャノンボール・アダレイが1961年に録音・発表したスタジオ・アルバム。

## 解説
アダレイのリーダー・アルバムとしては初のビッグバンドによる録音で、タイトル曲を含む8曲は、過去にカウント・ベイシーやクインシー・ジョーンズ、ハリー・ジェイムス等と仕事をしてきたアーニー・ウィルキンスがアレンジを担当した。本作は『ビルボード』の各種チャート入りを果たせなかったが、タイトル曲は総合シングル・チャートのBillboard Hot 100で41位、R&Bシングル・チャートで21位を記録し、アダレイ初のシングル・ヒットとなった。スコット・ヤナウはオールミュージックにおいて5点満点中3点を付け「キャノンボール・アダレイの"African Waltz"は予想外のヒットとなったため、本アルバムも次のヒットを狙って作られた」「何曲か強力な曲もあるとはいえ、特に重要な作品とは言えず、大ヒットにも至らなかったが、適度に楽しめる」と評している。

## 収録曲
1. サムシング・ディファレント - "Something Different" (Chuck Mangione) - 3:04
2. ウエスト・コースト・ブルース - "West Coast Blues" (Wes Montgomery) - 4:04
3. 煙が目にしみる - "Smoke Gets in Your Eyes" (Jerome Kern, Otto Harbach) - 3:02
4. ジ・アップタウン - "The Uptown" (Junior Mance) - 2:15
5. ストックホルム・スウィートニン - "Stockholm Sweetnin'" (Quincy Jones) - 3:41
6. アフリカン・ワルツ - "African Waltz" (Galt MacDermot) - 2:12
7. ブルー・ブラス・グルーヴ - "Blue Brass Groove" (Nat Adderley) - 4:52
8. ケリー・ブルー - "Kelly Blue" (Wynton Kelly) - 3:51
9. レター・フロム・ホーム - "Letter from Home" (J. Mance) - 2:00
10. アイル・クローズ・マイ・アイズ - "I'll Close My Eyes" (Buddy Kaye, Billy Reid) - 3:42

### CDボーナス・トラック
1. ジス・ヒア - "This Here" (Bobby Timmons) - 3:00

## 参加ミュージシャン
- キャノンボール・アダレイ - アルト・サクソフォーン
- ジョージ・ドーシー - アルト・サクソフォーン、フルート
- オリヴァー・ネルソン、ジェローム・リチャードソン - テナー・サクソフォーン、フルート
- アーサー・クラーク - バリトン・サクソフォーン
- ナット・アダレイ、アーニー・ロイヤル、クラーク・テリー - トランペット
- ニック・トラヴィス - トランペット(on #1, #2, #3, #4, #5, #7, #9, #10)
- ジョー・ニューマン - トランペット(on #6, #8)
- ジミー・クリーブランド、ポール・フォーリーズ - トロンボーン
- ボブ・ブルックマイヤー - トロンボーン(on #1, #2, #3, #4, #5, #7, #9, #10)、オーケストラ・アレンジ(on #5, #10)
- メルバ・リストン - トロンボーン(on #1, #2, #3, #4, #5, #7, #9, #10)
- ジョージ・マシューズ、アーネット・スパロウ - トロンボーン(on #6, #8)
- ドン・バターフィールド - チューバ
- ウィントン・ケリー - ピアノ
- サム・ジョーンズ - ベース
- チャーリー・パーシップ、ルイス・ヘイズ - ドラムス
- レイ・バレット - コンガ(on #1, #2, #3, #4, #5, #7, #9, #10)
- マイケル・オラトゥンジ - アフリカン・ドラム(on #6, #8)
- アーニー・ウィルキンス（英語版） - オーケストラ・アレンジ(on #1, #2, #3, #4, #6, #7, #8, #9)、指揮